# El Espectador (1821-1823)
El Espectador fue un periódico publicado en Madrid entre 1821 y 1823, durante el Trienio Liberal.

## Historia
Editado en Madrid, fue impreso en la imprenta de Vega y Compañía, en la de J. Ramos y Compañía y en una propia, la de El Espectador.  De carácter diario, sus ejemplares tenían cuatro páginas. Su primer número apareció el 15 de abril de 1821, con unas dimensiones de 0,290 x 0,180 m y fue creciendo en tamaño hasta los 0,338 x 0,228 m. Cesó el 31 de marzo de 1823, anunciando en este último número que al día siguiente principiaría á salir en Sevilla; sin embargo Hartzenbusch no tiene constancia de esta publicación hispalense, si es que llegó a ver la luz.
Fue fundado por Evaristo San Miguel. El periódico, descrito como liberal templado, tuvo entre sus redactores nombres como los de Domingo Angulo, Gabriel José García, N. Infantes, Luciano Pérez de Acevedo, Pedro José Pidal, N. Robles, José de San Millán, y Clemente Sigüenza.